# Saluki
El Saluki, conocido comúnmente como el galgo persa o perro real de Egipto, es quizás la más vieja casta conocida de perro domesticado y el más antiguo de los lebreles, se cree descendiente de los lobos del desierto de Ara. Esta raza ha sido históricamente criada en el Creciente Fértil, donde se originó la agricultura. Los beduinos los tienen en gran estima y los utilizan para la cacería de gacelas y como animales de compañía. Los salukis tienden a ser animales independientes que requieren ser entrenados pacientemente y son gentiles y afectuosos con sus dueños.

## Nombre
Las dos palabras de Sumerio antiguo "Salu-ki" se traducen como "lanzarse a tierra". Sin embargo, no hay evidencia de que los Sumerios se hayan referido a esta raza por este nombre ni que "lanzarse a tierra" haya sido una referencia al Saluki. El nombre de la raza apareció primero por escrito en la poesía árabe preislámica y puede haberse derivado de "Saluqiyyah", la palabra árabe para el Imperio Seléucida. Sin embargo, esto es discutido. El diplomático británico Sir Terence Clark escribió que la palabra árabe "Saluqi" describe una persona o cosa proveniente de un lugar llamado Saluq.

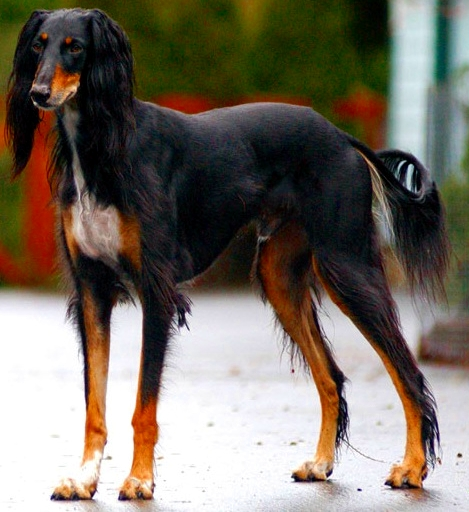
SALUKI DOG

La tradición árabe afirma que Saluq fue un antiguo pueblo en Yemen, no lejos de la moderna Taiz y los árabes asocian a este pueblo con el origen de la raza. Sin embargo, la palabra "Saluqi" podría haber sido derivada en referencia a varios otros lugares: Saluq en Armenia, y tres pueblos llamados Saluqiyah. Uno se ha convertido en la moderna Silifke (Turquía), otro es cerca de la antigua Antioquía (la actual Antakya, Turquía) y en tercer lugar se encuentra cerca de Bagdad (Irak). Esta última fue la capital del Imperio Seléucida (312 aC - 65 d. C.) y el adjetivo se pudo haber derivado por los árabes de la Península arábiga de la palabra de sonido similar para Seléucida, utilizada en las lenguas arameas y asirias habladas allí por los distintos pueblos de esa parte de la Mesopotamia, pero no hay pruebas irrefutables.

## Historia
El Saluki aparece descrito gráficamente en las tumbas egipcias de 2100 a. C. y se estima que su cuerpo a menudo era momificado como los cuerpos de los faraones. Muchas de las inscripciones de piedra tempranas representan la casa del joven rey Tutankamon con su par de Saluki reales. También se les ha relacionado con otros faraones como el rey Antef.
Numerosos restos de especímenes se ha encontrado en las tumbas antiguas de la región superior del Nilo. El Saluki ha servido históricamente como cobrador, un perro rápido de caza. Los perros Saluki dormían con sus dueños en las tiendas para que se protegieran del calor del día y el frío de la noche y ya que las tribus del desierto eran nómadas, el hábitat del Saluki abarcó la región entera del mar caspio al Sáhara. Los tipos variaron naturalmente algo en esta área extensamente dispersa, sobre todo en el tamaño y en el color de su manto. El Saluki primero fue llevado a Inglaterra en 1840 y conocido como Galgo Persa. Nunca hubo un interés verdadero por criarlo, hasta que Florencia Amherst importó el primer Saluki árabe en 1895 de las perreras del príncipe Abdulla en Transjordania. En países del golfo pérsico, el Saluki se conoce como tazi (el que galopa).

## Aspecto general
Es un perro cuadrado con una cabeza delgada, el cráneo es más ancho que el hocico, ojos almendrados y de color oscuro, orejas colgantes, el cuello es largo y sin belfos. El pecho es profundo moderadamente ancho, el cuerpo es cuadrado aunque da una apariencia de alargado con espaldas oblicuas y musculosas, cola de inserción baja con una curva en la punta.
Los salukis son perros lebreles, es decir que cazan por vista y corretean a su presa para matarlo o cobrarlo. El rango de tamaño normal de la raza es 56-71 cm (23-28 pulgadas) de altura a la cruz y 18-35 kg (40-70 libras) de peso. Las salukis hembras son ligeramente más pequeñas que los machos. La cabeza es larga y estrecha con grandes ojos y orejas caídas. La cola de la raza es larga y curvada. Tiene el típico tórax profundo y cuerpo de largas patas de los lebreles. El manto viene en una variedad de colores como el blanco, crema, beige, rojo, grisáceo / marrón tostado, negro / marrón tostado y de tres colores (blanco, negro y marrón tostado).

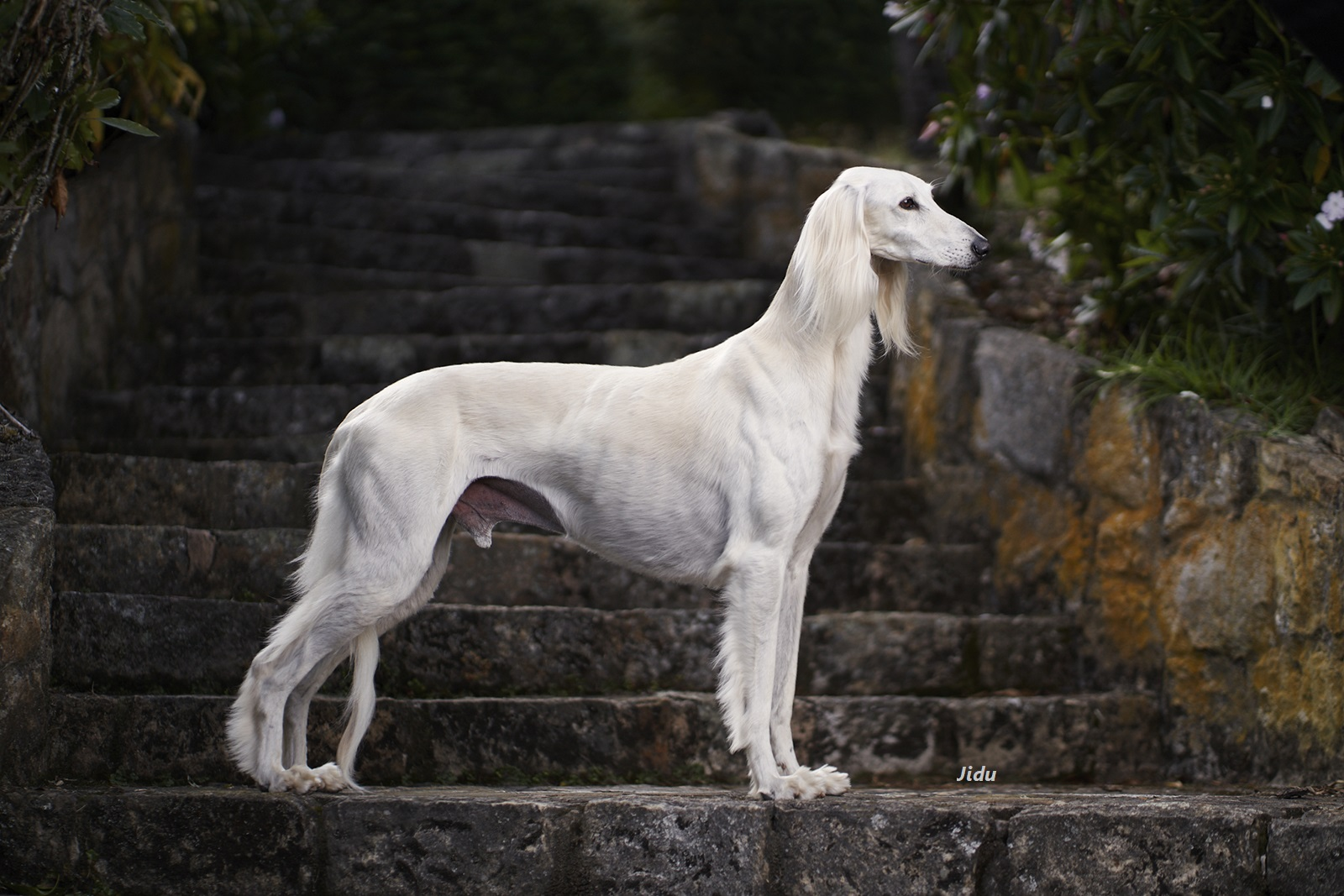
no

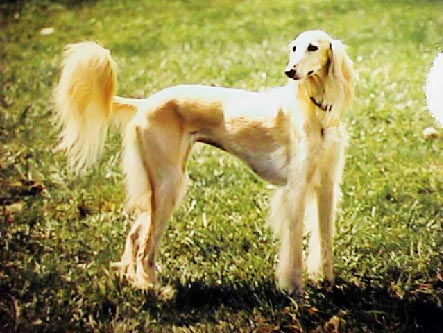
no

El aspecto general del Saluki es uno de gracia y simetría. Dos tipos de manto - liso y "emplumado"- son evidentes en el acervo genético de la raza. Esta última variedad tiene flecos de luz en la parte posterior de las piernas y los muslos. La piel en ambos tipos es sedosa y de baja muda, en comparación con otras razas.

### Pelo
Pelo suave de textura sedosa.
- Largo del pelo: Corto.(a veces un poco más largo, sin cubrir el cuerpo solo las orejas y la cola)
- Color: Cualquier color a excepción del atigrado.

## Carácter y temperamento
Reservado con los extraños, pero no es nervioso ni agresivo. Digno, inteligente e independiente.
- Capacidad de aprendizaje
- Instinto de protección
- Instinto de guardia
- Instinto de pastoreo
- Instinto de cacería
- Cierto nivel de agresividad
- Cierta tendencia a ladrar
- Adaptable a la convivencia con otros perros
- Adaptable a la convivencia con niños
- Facilidad de transporte
- Cierta demanda de actividad
- Necesidades de espacio mínimas
- Necesidades de ejercicio: más de 2 h/día.
- Promedio de vida: 14 años
- Promedio de cachorros por camada: 8 cachorros por camada.

## Tamaño
| Sexo    | Tamaño Mínimo | Tamaño Máximo | Peso Mínimo | Peso Máximo |
| ------- | ------------- | ------------- | ----------- | ----------- |
| Machos  | 58 cm         | 71 cm         | 23 kg       | 30 kg       |
| Hembras | 56 cm         | 69 cm         | 23 kg       | 30 kg       |

## Saluki en Estados Unidos
Al igual que en el caso de algunas otras castas pedigríes en los Estados Unidos, incluyendo el Basenji y el Podengo portugués, la población actual de Salukis desciende de un número pequeño de los primeros perros en ser introducidos al país desde el siglo XIX. Se debe acoplar cuidadosamente para evitar la endogamia.
Sin embargo, los perros originales importados a los EE. UU. llegaron a través del Medio Oriente, un área geográfica extensa, a diferencia de la mayoría de las otras castas que vienen de áreas muy pequeñas, así que los saluki tienen la base genética más grande entre los purasangres. Recientemente, el AKC (American Kennel Club) ha permitido que la tercera generación de los salukis del COO (país de origen) sea colocada después de las inspecciones de los jueces reconocidos, así que la base del código genético de la raza sigue aumentando aún más en tanto que se importan más perros.